# María José Campos
María José Campos (1999-) es una ajedrecista argentina oriunda de la localidad bonaerense de Wilde, partido de Avellaneda, en la Zona Sur del Gran Buenos Aires. Es Maestra Internacional Femenina, campeona nacional femenina de su país y la primera mujer argentina en ganar el Floripa Chess Open Fort Atacadista (X edición, 2024, en la que compitieron casi 500 jugadores), que se celebra en la ciudad brasileña de Florianópolis y es uno de los torneos más importantes de América Latina.
Participó en la Olimpiada de ajedrez de 2022 realizada en Chennai, India, y representó a su país en el Campeonato Mundial de Ajedrez por Equipos 2023 celebrado en Bydgoszcz, Polonia.
El 30 de mayo de 2024, en el Campeonato Continental Absoluto de Ajedrez de las Américas celebrado en Colombia, tras vencer al estadounidense Alexander Shabalov, obtuvo su primera norma de Gran Maestra Femenina.